# Célestin Bedzigui
Célestin Bedzigui est un homme politique camerounais, économiste et dirigeant du PAL.
Il est connu pour son engagement politique, sa carrière au sein du secteur bancaire.

## Biographie
Célestin Bedzigui est originaire de la région du Centre Cameroun, du département de la Lékié[réf. nécessaire].

### Carrière
Il entame sa carrière dans le secteur bancaire et occupe divers postes à responsabilité, notamment à la Banque internationale du Cameroun pour l'épargne et le crédit (BICEC), dont il devient directeur général adjoint. Il est également consultant et membre de divers conseils d’administration.

### Parcours politique
Membre fondateur du front pour le salut national du Cameroun (FSNC), il est un proche collaborateur d’Issa Tchiroma Bakary, président du parti. Célestin Bedzigui a été candidat à plusieurs scrutins législatifs et municipaux.
En juillet 2025, il soutient la candidature de Seta Caxton Ateki avec son parti le PAL,,. 

### Publications
Il est l’auteur de plusieurs tribunes et contributions dans la presse nationale camerounaise sur des questions économiques et politiques.
Célestin Bedzigui, Temps et Vies, Lulu, 15 octobre 2013, 118 p. (ISBN 978-1291594249)
Celestin Bedzigui, Remember O Cameroun Mon Amour, Lulu, 9 janvier 2014, 52 p. (ISBN 978-1291596649)
Célestin Bedzigui, Mémorial Contre L'Oubli Poésie, Lulu, 2013 (ISBN 9781291602838)